# 油津站
油津站（日语：／ Aburatsu eki */?）是位於宮崎縣日南市岩崎，九州旅客鐵道（JR九州）的日南線車站。
本站是日南線其中一個區間總站，每天由宮崎或志布志方向均有2班區間車會在此折返，亦作為兩區間的轉乘。

## 車站構造
車站是一座地面車站，站房與月台之間設有站內平交道。站內範圍較大，曾經此站設有側線，月台與車站大樓之間有一段距離。在1937年車站啟用時，本站房已經存在。原本車站大樓以白色為主調，由於廣島東洋鯉魚長久以來在日南市作為受訓場地，因此在當地的粉絲提意下，於2018年2月把車站大樓外裝塗上紅色，並付上愛稱「鯉魚油津站」。
此站是日南線內最後一座直營車站，此站當時還設有車站職員。在2004年4月1日起無人化。但是對於無人化而感到危機感的日南市，把日南市觀光協會由市政廳遷移至油津站車站大樓內，於站內加設觀光資訊處，同時委托售票業務，成為簡易委託車站。在直營車站時代，此站曾設有POS終端，成為簡易委託車站後改為發售軟式車票。
從前，當列車到達時會播放獨特的站名廣播錄音。
此站設有列車夜間停泊。

### 月台
設有1面2線的島式月台。
| 月台 | 路線    | 上下行 | 方向             |
| ---- | ------- | ------ | ---------------- |
| 1、2 | ■日南線 | 上行   | 南宮崎、宮崎方向 |
| 1、2 | ■日南線 | 下行   | 南鄉、志布志方向 |

## 歷史

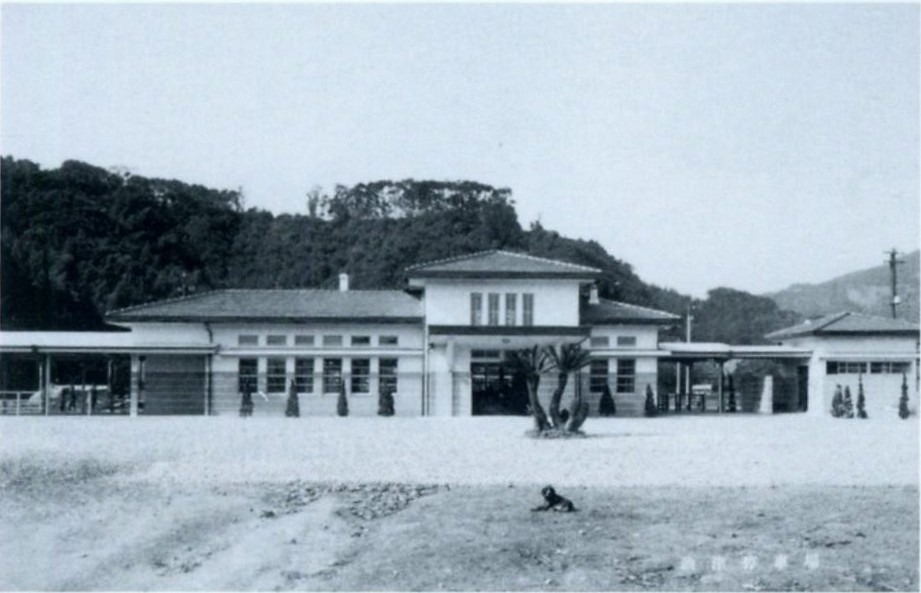
開業當時的油津站（開通紀念書籤）

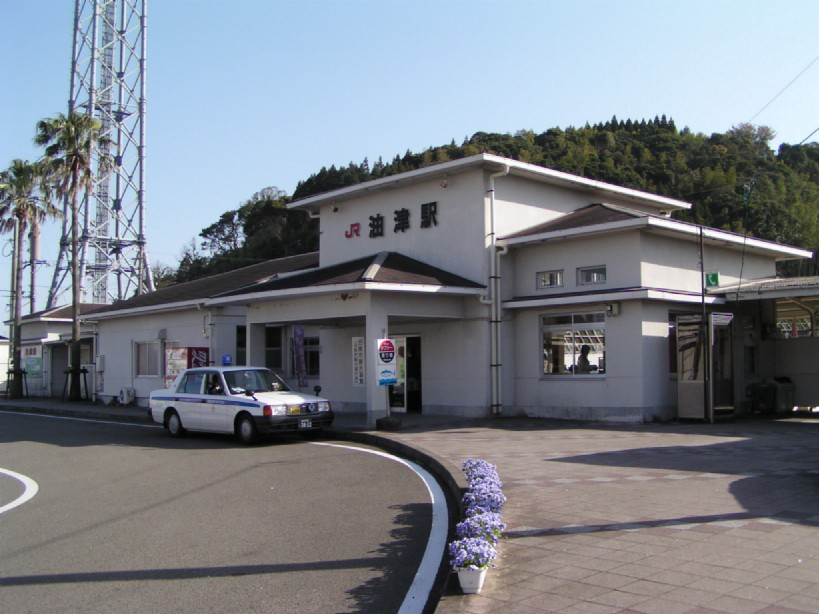
塗上紅色前的油津站（2005年3月）

- 1937年4月19日：志布志線 大堂津站至此站之間開通，此站啟用[1]。在4月5日，油津線（第一代）的油津站改名為元油津站。
- 1941年10月28日：此站至北鄉之間開通。此站至元油津站之間貨物支線開通[5]。
- 1960年7月25日：此站至元油津站之間的貨物支線廢止。
- 1963年5月8日：日南線 南宮崎站至北鄉站之間開業，志布志線部分路段編入至日南線。
- 1987年4月1日：隨國鐵分割民營化，車站由九州旅客鐵道（JR九州）營運[1][6][7]。
- 2004年4月1日：改為簡易委託車站[1][2]。
- 2018年2月4日：站房外觀塗上了紅色，並加設愛稱「鯉魚油津站」[3][4][8]。
- 2022年4月1日：隨九州旅客鐵道宮崎支社（日语：九州旅客鉄道宮崎支社）成立，從鹿兒島支社轉移[9]。

## 使用狀況
本站屬於日南市南端、近海岸的地方，雖然民居頗多，但如日南站一樣，其日均使用人數均不及位於市北方的飫肥站。JR九州自2016年度起只公佈首300位車的使用人數，本站卻一直都未能打入首300位，只能以日均使用量超過100人、可列入排行榜後方的附錄表內，但仍然是沒有實際的使用量。2021年度甚至出現過連附錄表也沒有列出的情況 — 即日均使用量少於100人；2022年度起才重新打入附錄表內。
以下是近年度來的日均使用人數列表：
| 年度 | 1日平均 乘車人次 | 出處       |
| ---- | ---------------- | ---------- |
| 1996 | 276              |            |
| 1997 | 262              |            |
| 1998 | 242              |            |
| 1999 | 233              |            |
| 2000 | 241              |            |
| 2001 | 218              |            |
| 2002 | 212              |            |
| 2003 | 207              |            |
| 2004 | 170              |            |
| 2005 | 169              |            |
| 2006 | 160              |            |
| 2007 | 182              |            |
| 2008 | 175              |            |
| 2009 | 170              |            |
| 2010 | 160              |            |
| 2011 | 157              |            |
| 2012 | 158              |            |
| 2013 | 153              |            |
| 2014 | 147              |            |
| 2015 | 148              |            |
| 2016 | >100             | [ 統計 1 ] |
| 2017 | >100             | [ 統計 2 ] |
| 2018 | >100             | [ 統計 3 ] |
| 2019 | >100             | [ 統計 4 ] |
| 2020 | >100             | [ 統計 5 ] |
| 2021 | <100             | [ 統計 6 ] |
| 2022 | >100             | [ 統計 7 ] |
| 2023 | >100             | [ 統計 8 ] |

## 車站周邊
車站周邊位於油津市區內。而廣島東洋鯉魚用作春、秋訓地點的日南市天福球場與本站相距約650米，也是10分鐘內的步行距離。

## 相鄰車站
九州旅客鐵道（JR九州）
■日南線
■觀光特急「海幸山幸」
日南－油津－南鄉
■快速「日南Marine號」、■普通
日南－油津－大堂津

### 曾經存在的路線
日本國有鐵道
志布志線（貨物支線）
油津－（貨）元油津

### 統計資料
1. ↑   (PDF). 九州旅客鉄道.   [2020-08-31]. （原始内容 (PDF)存档于2017-08-01） （日语）.
2. ↑   (PDF). 九州旅客鉄道.   [2020-08-25]. （原始内容 (PDF)存档于2019-07-06） （日语）. （页面存档备份，存于）
3. ↑   (PDF). 九州旅客鉄道.   [2020-08-25]. （原始内容 (PDF)存档于2020-03-15） （日语）. （页面存档备份，存于）
4. ↑   (PDF). 九州旅客鉄道.   [2020-08-25]. （原始内容 (PDF)存档于2020-08-24） （日语）. （页面存档备份，存于）
5. ↑   (PDF). 九州旅客鉄道.   [2021-08-25]. （原始内容 (PDF)存档于2021-08-24） （日语）.
6. ↑   (PDF). 九州旅客鉄道.   [2022-08-26]. （原始内容 (PDF)存档于2022-08-26） （日语）.
7. ↑   (PDF).   [2023-10-24]. （原始内容存档 (PDF)于2023-09-06）.
8. ↑  
駅別乗車人員上位300駅（2023年度） （页面存档备份，存于），JR九州。

## 外部連結
- JR九州油津站